# Kniha Daniel

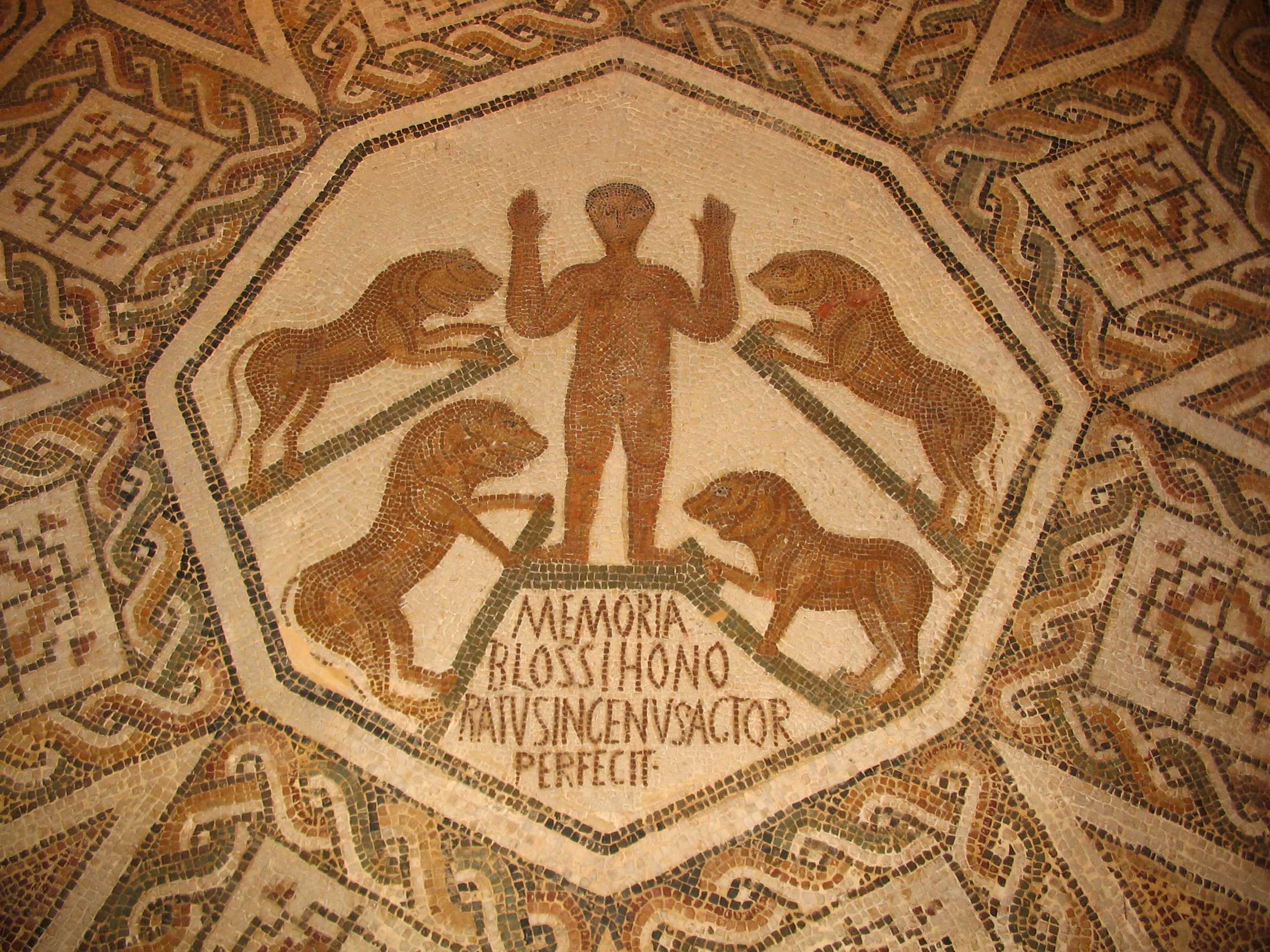
římská mozaika zobrazující Daniela mezi lvy, Tunis, 4. století

Kniha Daniel (דניאל‎) je jedna z knih Starého zákona, která vznikla buď ve 2. století př. n. l. za vlády syrského krále Antiocha IV. Epifana, nebo v 6. století př. n. l. Dle biblické chronologie Danielova kniha pojednává o období přibližně od roku 618 př. n. l. do roku 536 př. n. l. Určení datace je kontroverzní, protože 2. století neodpovídá obsah, archeologické doklady a znění textu, zatímco v případě 6. století by se jednalo o skutečně prorocký spis.

## Text knihy
Pouze úvod a závěr knihy jsou psány hebrejsky, zbytek je psán aramejsky. Kniha obsahuje i několik řeckých a perských slov. Jediná slova, která jsou ještě dnes považována za řecká, jsou názvy tří hudebních nástrojů, která se vyskytují v 1.–12. kapitole.
3. kapitola knihy obsahuje text Azarjášovy modlitby a Píseň mládenců v hořící peci. K závěru knihy připojuje Vulgata jako 13. kapitolu příběh o ctnostné Zuzaně a jako 14. kapitolu příběh Bél a drak. Řecké části nejsou součástí palestinského kánonu, protestanti je nepovažují za součást Bible, avšak římští katolíci je považují za kanonické texty stejně jako církve pravoslavné.

## Datace a autorství

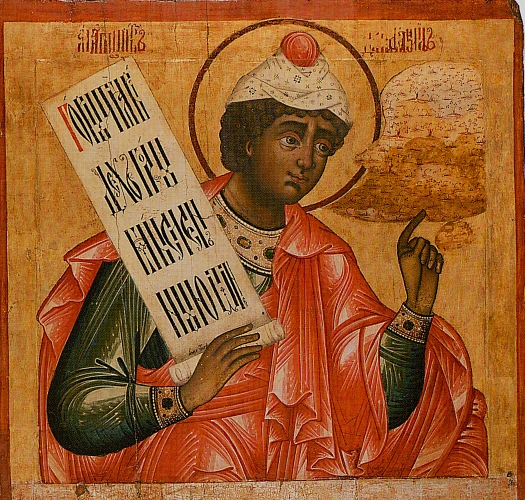
Icona Daniela z 1. čtvrtiny 18. století

Tradiční pojetí zastává názor, že spis vznikl někdy na konci 6. století př. n. l. a odráží skutečnou situaci a události na babylonském dvoře. Daniel, skutečná postava, byl židovským zajatcem, který se vypracoval na jedno z vedoucích míst v babylonské říši. Podle biblické knihy byl prorokem a od Boha dostal dar vykládat sny. Danielovy apokalyptické předpovědi nejsou podle tradičního výkladu předobrazem pronásledování Antiocha IV., ale příchodu Mesiáše, a to buď kvůli zvěstování spásy, či na konci věků. Křesťané proto od raných dob vykládali tuto knihu jako mesiášské proroctví o Ježíši Kristu, jak je patrné např. ze 7. kapitoly knihy Daniel, vidění Syna člověka, které často citují novozákonní spisy a zvláště Zjevení Janovo.
Tento názor podporují archeologické výzkumy, které potvrzují historickou přesnost údajů, které byly dříve prezentovány jako zmatené a nepřesné. Například byla potvrzena existence Belšazara, spoluvládce babylónského krále Nabonida; nález ugaritských textů v Ras Šamra přispěl k tomu, že aramejské výrazy, které byly pokládány za indicii pro pozdní vznik knihy, jsou naopak indicií pro její raný vznik.
Taktéž nálezy fragmentů variantních opisů knihy Daniel v Kumránu z konce druhého století svědčí pro delší dobu přepisování textu knihy.
Věrohodnost knihy Daniel potvrzuje například známý židovský historik Josephus. Říká, že ve 4. století př. n. l., během války proti Persii, se Alexandr Veliký dostal do Jeruzaléma, kde mu kněží ukázali opis knihy Daniel. Alexandr dospěl k názoru, že slova z Danielova proroctví, na které byl upozorněn, poukazovala na jeho vojenské tažení proti Persii. Někteří historikové tvrdí, že by se tím mohlo vysvětlit, proč k Židům, kteří byli dlouhou dobu přáteli Peršanů, byl Alexandr tak laskavý, když tehdy vytáhl, aby všechny přátele Peršanů zničil. To se stalo asi jeden a půl století před tím, než údajně vznikla kniha Daniel v makabejském období.
Historicko-kritický přístup zastává jiný názor. Především je tu otázka postavy Daniela, která je známa již Ezechielovi („staršímu současníkovi Daniela“, viz Ez 14) a také (snad) postava moudrého soudce ze starých ugaritských textů s téměř shodným jménem Danel. Ve všech těchto textech se jedná o moudrého a zbožného muže či mladíka s prorockými vlastnostmi.
Tento přístup se snaží poukázat na to, že zatímco autor knihy má podávat poněkud zmatené a nepřesné informace o době babylonského exilu, je podrobně zpraven o situaci v Judsku v první polovině 2. století př. n. l. Dovídáme se to z událostí, které jsou líčeny v Danielových viděních. Zlom v přesnosti nastává ohledně smrti Antiocha IV. Epifana. Tento zlom v roce 164 př. n. l., kdy autor vykazuje náhlou neznalost následných událostí, je znamením, že právě v tomto okamžiku autor psal a nevěděl tedy, co se stane v následujících dnech — to se jen dohaduje. Tíha děje spočívá na posledních popisovaných událostech, tj. na pronásledování Židů; tzn. že autor se snažil objasnit situaci své země a dodat odvahy svým soukmenovcům.
Ovšem tento přístup se nezakládá na výsledcích žádného historického, filologického či archeologického bádání, ale na filosofickém předpokladu, že nemůže existovat proroctví, které by se přesně naplnilo, proto pokud existuje nějaké zapsané vyplněné proroctví, tato metoda datace se snaží posunout dobu zapsání vyplněných proroctví až po události, o kterých se kritici domnívají, že jsou oněmi "prorokovanými" událostmi.
Významným faktorem pro pozdní dataci je i skutečnost, že v židovském kánonu není kniha řazena mezi prorocké knihy, nýbrž mezi spisy, což ukazuje na to, že když kniha Daniel vznikla, kánon prorockých knih byl již uzavřen. Přesto ne všichni badatelé, kteří zkoumají Bibli, souhlasí s názorem, že starověcí rabíni rozdělili kánon takto pevně nebo že knihu Daniel vyřadili z prorockých knih. Někteří ukazují na řadu důvodů, které rabíny možná vedly k tomu, že Daniela mezi prorocké knihy nezařadili. Mohli to udělat například proto, že je kniha urážela, nebo proto, že se podle nich Daniel lišil od ostatních proroků tím, že zastával úřední pozici v cizí zemi. V každém případě je podstatné to, že starověcí Židé si knihy Daniel hluboce vážili a považovali ji za kanonickou. Navíc doklady svědčí o tom, že kánon Starého zákona byl uzavřen mnohem dříve než ve 2. století př. n. l.. Nebylo přípustné později k němu něco přidávat, tedy ani knihy napsané během 2. století př. n. l.

### Belšazar
Daniel napsal, že v době zničení Babylónu kraloval v tomto městě Belšazar, Nebukadnesarův syn. (Daniel 5:1,11,18) Starověcí historikové uváděli jako posledního babylónského krále Nabonida, Nebukadnesarova následníka. V roce 1850 Ferdinand Hitzig, kritik Bible, proto prohlásil, že Belšazar je výplodem pisatelovy fantazie. V roce 1854 byly v rozvalinách starověkého babylónského města Ur ležícího na území dnešního Iráku vykopány hliněné válečky. Tyto klínopisné záznamy od krále Nabonida obsahovaly modlitbu za Belšazara, jeho nejstaršího syna. Později byly vykopány další klínopisné tabulky a ty popisovaly, že Belšazar měl tajemníky a domácí personál. Jiné tabulky uvedly, že Nabonid byl v určitých obdobích celé roky mimo Babylón. Tyto tabulky také ukázaly, že v těchto obdobích svěřoval kralování nad Babylónem svému nejstaršímu synovi – Belšazarovi.
Nabonid se zřejmě oženil s Nebukadnesarovou dcerou a Belšazar se tak stal Nebukadnesarovým vnukem, a proto Daniel o Belšazarovi mluví ne jako o Nabonidovu synovi, ale jako o Nebukadnesarovu synovi. Pro slova, děda a vnuk, však hebrejština ani aramejština nemá výraz, slovo syn může mít význam vnuk nebo dokonce potomek. A to, že Belšazar byl Nabonidovým synem, Daniel bere v úvahu. Když ho vyděsilo tajemné písmo na stěně, zoufalý Belšazar nabízí třetí místo v království tomu, kdo tato slova rozluští. (Daniel 5:7) Z nabídky vyplývá, že první dvě místa už byla obsazena – první místo patřilo Nabonidovi a druhé jeho synu Belšazarovi.

### Dareios Médský
Daniel uvádí, že když byl Babylón dobyt, začal vládnout král, který se jmenoval Dareios Médský. (Daniel 5:31 nebo 6:1) Jméno Dareios Médský nebylo v archeologických pramenech dosud objeveno.
Nicméně klínopisné tabulky už odhalily, že Kýros Perský nepřijal titul král Babylónu ihned po jeho dobytí. Historickým předobrazem Dareia by mohl být médský vojevůdce jménem Gubaru (v řeckých pramenech Gobryas), který vedl dobytí Babylónu. Je možné, že Dareios bylo označení neboli titul mocného médského úředníka. Toho Kýros ustanovil místodržitelem v Babylóně a historické záznamy potvrzují, že jako panovník měl Gubaru značnou moc. Jedna klínopisná tabulka uvádí, že jmenoval nižší místodržitele nad Babylónem. Je zajímavé, že se Daniel zmiňuje o tom, že Dareios jmenoval 120 satrapů, kteří měli vládnout nad babylónským královstvím. (Daniel 6:1). Existuje jen málo zpráv o Gubaruově životě, zřejmě však zemřel ještě v roce 539 př. n. l. a jeho vláda nad Babylónem tedy trvala jen krátce. Toto jméno se objevuje v perských dějinách ještě jednou roku 522 př. n. l., kdy jistý Gubaru dopomohl svému švagrovi Dareiovi Velikému svrhnout samozvance Gaumátu a získat tak perský trůn. Synem tohoto Gubarua byl vojevůdce Mardonios, který velel perské armádě během Xerxova tažení do Řecka v letech 480-479 př. n. l.

### Přesné detaily a jiné doklady
Daniel znal i podrobnosti o starověkém Babylóně. Například u Daniela 3:1–6 čteme, že Nebukadnesar postavil velkou sochu, kterou měli všichni lidé uctívat. Archeologové nacházejí stále nové doklady toho, že se tento král snažil svůj lid zapojit do nacionalistických a náboženských obřadů. Daniel také popisuje, že se Nebukadnesar II. velmi chlubil mnoha stavitelskými díly. (Daniel 4:30) Dnes archeologové potvrzují, že Nebukadnesar II. skutečně podporoval značnou část stavební činnosti v Babylóně. O jeho vychloubačnosti svědčí i to, že nechal své jméno vytlačit do cihel.
Kniha Daniel také ukazuje některé hlavní rozdíly mezi zákonem Babylónu a zákonem Médo-Persie. Například v době platnosti babylónského zákona byli tři Danielovi druhové vhozeni do ohnivé pece za to, že odmítli uposlechnout královo nařízení. O desetiletí později byl Daniel vhozen do lví jámy, protože odmítl uposlechnout perský zákon, který byl v rozporu s jeho svědomím. (Daniel 3:6; 6:7–9) Někteří učenci se zprávu o ohnivé peci snažili zavrhnout jako legendu. Archeologové však našli dopis, který pochází ze starověkého Babylónu a o této formě trestu se konkrétně zmiňuje. Nicméně Médové a Peršané považovali oheň za něco posvátného, a proto používali jiné formy trestu. Lví jáma tedy není ničím překvapivým. Daniel poukazuje i na další rozdíl. Nebukadnesar II. mohl z rozmaru nějaký zákon vydat nebo změnit. Dareios, zákony Médů a Peršanů, měnit nemohl, a to dokonce ani ty, které sám vydal. (Daniel 2:5,6,24,46–49; 3:10,11,29; 6:12–16) Historik John C. Whitcomb píše: „Dějiny starověku dokazují tento rozdíl mezi Babylónem, kde byl zákon podřízen králi, a Médo-Persií, kde král byl podřízen zákonu.“
Mnoho podrobností obsahuje i zpráva o Belšazarově hostině. Je zřejmé, že hostina začala rozmařilým jedením a pitím, protože Daniel se několikrát zmiňuje o vínu. (Daniel 5:1–4) Vytesané reliéfy zobrazující podobné slavnosti ukazují, že se konzumovalo pouze víno. Je tedy zřejmé, že víno bylo při těchto slavnostech velmi důležité. Daniel se také zmiňuje, že na této hostině byly přítomny ženy — královy vedlejší manželky a konkubíny. (Daniel 5:3,23) Archeologie tento babylónský zvyk potvrzuje. Ale pro Židy a Řeky v makabejském období byla představa, že by se při nějaké slavnosti připojily k mužům i manželky, nepřijatelná. Možná právě z tohoto důvodu je tato zmínka o ženách vypuštěna z knihy Daniel v raných verzích překladu řecké Septuaginty. Hebrejský učenec C. F. Keil píše o Danielovi 5:3: „V LXX (Septuagintě) je zde a také ve verši 23 vypuštěna zmínka o ženách, a to v souladu se zvykem Makedonců, Řeků a Římanů.“
Věrohodnost knihy Daniel potvrzuje například známý židovský historik Josephus. Říká, že ve 4. století př. n. l., během války proti Persii, se Alexandr Veliký dostal do Jeruzaléma, kde mu kněží ukázali opis knihy Daniel. Alexandr dospěl k názoru, že slova z Danielova proroctví, na které byl upozorněn, poukazovala na jeho vojenské tažení proti Persii. Někteří historikové tvrdí, že by se tím mohlo vysvětlit, proč k Židům, kteří byli dlouhou dobu přáteli Peršanů, byl Alexandr tak laskavý, když tehdy vytáhl, aby všechny přátelé Peršanů zničil. To bylo asi jeden a půl století před tím, než údajně vznikla kniha Daniel v makabejském období. Kritikové Josepha kvůli této pasáži napadají. Napadají ho také za zmínky o tom, že se některá proroctví v knize Daniel splnila. Jak ale uvedl historik Joseph D. Wilson, „(Josephus) o celé záležitosti věděl pravděpodobně víc než všichni kritikové na světě“.
Věrohodnost knihy Daniel byla podpořena i tehdy, když se v jeskyních izraelského Kumránu našly svitky od Mrtvého moře. Je překvapující, že řadu nálezů tvoří svitky a zlomky knihy Daniel. Nejstarší z nich pochází z konce 2. století př. n. l. Z toho vyplývá, že už tehdy byla kniha Daniel dobře známa a všeobecně uznávána. The Zondervan Pictorial Encyclopedia of the Bible uvádí: „Nyní je třeba upustit od datování (knihy) Daniel do doby Makabejců, i kdyby to mělo být jen proto, že mezi dobou, kdy byla sepsána, a dobou, kdy se objevila ve formě opisů v knihovně makabejské náboženské sekty, nemohlo uplynout dostatečně dlouhé období.“ Také v aramejštině použité u dokumentů nalezených mezi svitky od Mrtvého moře a v aramejštině použité v knize Daniel znalci objevili značné rozdíly. Proto se někteří domnívají, že kniha Daniel musela být napsána o staletí dříve, než tvrdí kritikové.
Jedním z Danielových současníků byl prorok Ezechiel. I on sloužil jako prorok během vyhnanství Židů v Babylóně. V knize Ezechiel je Daniel několikrát jmenován. (Ezechiel 14:14,20; 28:3) Tyto zmínky ukazují, že dokonce už za svého života v 6. století př. n. l. byl Daniel dobře znám jako spravedlivý a moudrý muž. I Ježíš Kristus, když mluvil o posledních dnech v Matoušově evangeliu, tak se zmínil o proroku Danielovi a jednom z Danielových proroctví. (Matouš 24:15; Daniel 11:31; 12:11)

## Obsah knihy
Kniha se nesnaží popsat historický obraz doby. Král Nebukadnesar který v ní vystupuje, není historickým portrétem jedince, avšak obecným typem nepřítele Božího lidu. Autorova současná zkušenost je alegoricky posunuta do dávných dob — záměr autora přitom je čtenáře povzbudit ve víře a potěšit ho v útrapách. Látka, jíž kniha používá, je však velmi různorodá — obsahuje mnoho podkladů izraelských, babylónských, ugaritských a perských.
Ačkoli se kniha řadí obvykle mezi apokalyptickou literaturu, patří do této kategorie jen její druhá část (kapitoly 7–12).
Dle konzervativního pojetí Daniel popisuje skutečnou situaci a události na babylónském dvoře.

### Obsah jednotlivých kapitol

#### 1. kapitola
Úvodní slova Daniela zní: „Ve třetím roce kralování Jójakíma, krále judského, přitáhl Nebukadnesar, babylónský král, k Jeruzalému a oblehl jej.“ (Daniel 1:1) To se dle Daniela odehrálo v letech 618 př. n. l. – 617 př. n. l.. Poté, co se Židé vzdali, byly do Babylónu odneseny poklady z chrámu a také byly odvedeny děti (možná v počátečním období dospívání), které byly elitou mezi jeruzalémskou mládeží. Byli mezi nimi i Daniel, Chananjáš, Mišael a Azarjáš. Nebukadnesar II. chtěl zajistit, aby hebrejští mladíci zapadli do babylónského systému a proto jim zajistil tříleté intenzivní vzdělávání, babylónskou stravu a víno, a hlavní dvorní úředník jim změnil jména. Danielovi bylo jméno změněno na Beltšacar, Chananjášovi na Šadrak, Mišaelovi na Mešak a Azarjášovi na Abednego. Tito mladí Hebrejci se rozhodli, že se neznečistí babylónskou stravou. A po desetidenní zkoušce jim byla povolena zeleninová strava a voda. Po třech letech převýchovy a příprav na stání služby přichází rozhodující zkouška – osobní pohovor s králem. Tito čtyři Hebrejci obstáli ze všech nejlépe, byli vybráni, aby patřili k Nebukadnesarovu královskému dvoru. Zanedlouho moudrostí a pochopením, které jim poskytoval jejich Bůh, převýšili všechny rádce a moudré muže u dvora. Pokud jde o Daniela, poslední verš o něm říká: „ A Daniel tam zůstal až do prvního roku vlády krále Kýra.“ (Daniel 1:21) Je zřejmé, že díky své pověsti a svému postavení sloužil Daniel i u Kýrova dvora.

#### 2. kapitola
Král Nebukadnesar měl sen, který jej tak rozrušil, že nemohl spát. Předvolal tedy babylónské mudrce a požadoval od nich, aby mu sen pověděli a vyložili. Obsah snu jim nesdělil (Bible kralická to vysvětluje tak, že králi sen „již z paměti vyšel“). Takové zadání bylo ovšem nad síly mudrců. Jejich neschopnost Nebukadnesara tak rozzuřila, že vydal příkaz, aby byli zahubeni všichni moudří muži Babylónu. To se mělo týkat i Daniela a jeho tří hebrejských druhů. Když se to Daniel dozvěděl, tak si od krále vyžádal čas na odhalení jeho snu. To mu bylo povoleno. Daniel se vrátil do svého domu a společně se svými třemi přáteli se modlil o to, aby poznal samotný sen a jeho výklad. Bůh mu dal té noci vidění ve kterém mu tajemství snu sdělil. Další den Daniel předstoupil před krále a řekl, že mu Bůh zjevil daný sen, který se má týkat lidských dějin až do posledních dnů. Daniel vysvětloval, že král viděl obrovskou sochu strašného vzhledu, její hlava byla ze zlata, její prsa a paže byly ze stříbra, její břicho a stehna byly z mědi, její holeně ze železa, její chodidla zčásti ze železa a zčásti z hlíny. Pak byl vysekán kámen, který udeřil sochu do jejích chodidel a sochu rozdrtil. A z kamene se stala velká hora, která naplnila celou zemi. Poté Daniel předložil výklad snu. Řekl, že zlatou hlavou je samotný Nebukadnesar II. (babylónská panovnická dynastie), po něm má povstat další království symbolizované stříbrnými prsy a pažemi sochy. Měděné břicho a stehna mají představovat třetí království, které bude panovat nad světem. Čtvrté království vládnoucí nad světem bylo symbolizováno železem. Poslední páté království bylo symbolizováno chodidly ze železa a hlíny. Sen vyvrcholil zničením celé sochy. Daniel řekl, že Bůh zřídí království, které nebude zničeno a nahradí všechna předcházející království. Potom dodal, že Bůh dal králi poznat co se stane v budoucnosti a že sen je pravdivý a výklad spolehlivý. Nebukadnesar II. pak uznal, že pouze Danielův Bůh je zjevovatelem tajemství. Král také Danielovi a jeho třem druhům dal velmi odpovědné postavení v Babylóně.

#### 3. kapitola
Nebukadnesar II. chtěl patrně posílit jednotu své říše a proto na pláni Dura postavil zlatou sochu. Byla 27 metrů vysoká a 2,7 metrů široká. Poté uspořádal zasvěcovací obřad. Shromáždil své státní a vládní úředníky a prohlásil, že za zvuku hudebních nástrojů musí všichni padnout a uctívat zlatou sochu. Kdo nepadne a nepokloní se, bude v tu hodinu vhozen do rozpálené ohnivé pece. Všichni, poté co začala hrát hudba, padli před sochou k zemi kromě tří Hebrejců – Šadraka, Mešaka a Abednega. To, že tři hebrejští úředníci odmítli uctívat sochu, některé Babyloňany rozlítilo. Ihned předstoupili před krále a obžalovali Židy. Chtěli, aby byli tito Hebrejci potrestáni za neloajálnost a zradu. Krále jejich jednání rozlítilo. Předvolal je a řekl, že je ochoten jim dát ještě jednu šanci, aby se poklonili soše. Šadrak, Mešak a Abednego to odmítli a řekli, že cizí bohy uctívat nebudou. Rozlícený Nebukadnesar II. pak přikázal svým sluhům, aby pec rozpálili sedmkrát více, než bylo obvyklé. Potom vojákům rozkázal, aby jej svázali a hodili do hořící pece. To se také stalo. Nicméně s ohledem na žár pece tito vojáci zahynuli. Pak se stalo něco velmi zvláštního. Tři Hebrejci sice byli v ohnivé peci, ale plameny je nepohlcovaly. Dokonce se začali volně procházet v ohni. Pak si Nebukadnesar II. všiml ještě něčeho jiného. Všiml si, že v peci se nacházejí čtyři muži, jeden z nich vypadal jako anděl. Pak přistoupil ke dveřím ohnivé pece a zavolal na Hebrejce, aby vyšli z pece ven. Pak král uznal, že jejich Bůh je tím nejvyšším bohem. Pak vydal rozkaz, že kdokoli z lidí by řekl něco proti bohu Šadrakovu, Mešakovu a Abednegovu, ať je rozsekán na kusy a jeho dům ať je učiněn hnojištěm, neboť není jiného boha, který by mohl vyprostit, jako tento Bůh.

#### 4. kapitola
Kapitola pojednává o strašlivém snu, který měl Nebukadnesar. Jediný, kdo byl schopen tento sen vyložit, byl opět pouze Daniel. Nebukadnesar II. ve snu viděl obrovský strom. Poté viděl sestupujícího posla z nebe, který nařídil podetnutí stromu a opásání pařezu. Posel dále řekl, ať se srdce pařezu změní z lidského na zvířecí, a ať nad ním přejde sedm časů. Daniel králi vyložil, že strom je samotný král. Nebukadnesara mělo dle tohoto snu čekat ponížení – měl být odehnán od lidí a žít se zvířaty. Daniel dále vysvětlil, že to, že stromu má být ponechán pařez i s kořeny, znamená, že Nebukadnesar své království znovu dostane, až uzná vládu Nebes. Po 12 měsících od doby, kdy se Nebukadnesarovi zdál tento sen, se král procházel po svém panství a chlubil se tím co dokázal v Babylónu. Král ještě slova nestačil doříct, a z nebe zazněl hlas, který mu sdělil, že bude odehnán od lidí, bude bydlet se zvířaty a jíst trávu. To vše mělo trvat sedm časů, dokud král nepozná, že nad lidským královstvím vládne Nejvyšší. V tom okamžiku se to slovo o Nabukadnesarovi splnilo. Po uplynutí sedmi časů byl babylónský král opět dosazen na svůj trůn a začal chválit Nejvyššího nebes.
Sedm časů bývá běžně považováno za sedm let, jak uvádí například Kralická bible nebo Ekumenický překlad. Tentýž názor zastával i židovský historik Josephus.

#### 5. kapitola
Kapitola se odehrává v noci z 5. na 6. října roku 539 př. n. l.. Král Belšazar nachystal velkou hostinu pro své velmože na které použil i nádoby z jeruzalémského chrámu. Během hostiny se na stěně paláce objevila lidská ruka, která psala tajemnou zprávu. Belšazar se začal velmi bát, zavolal k sobě babylónské mudrce a prohlásil, že kdokoli odhalí význam těchto napsaných slov bude panovat jako třetí nejdůležitější osoba v království. Přesto ten nápis nebyl nikdo schopen vyložit. Na radu královny matky byl předvolán Daniel. Daniel řekl králi, že mu daný nápis vyloží a že ten nápis souvisí s tím, že on jako král je pyšný a nevzdal slávu skutečnému Bohu. Slova na stěně zněla: "MENE, MENE, TEKEL, UFARSIN" a znamenají pro tebe králi, že Bůh ukončil tvé království, byl jsi zvážen a shledán příliš lehkým a tvé království je dáno Médům a Peršanům". Daniel byl poté prohlášen za třetího nejmocnějšího muže království. Ještě té noci byl Belšazar zabit.
Doslovný význam aramejských slov "MENE, MENE, TEKEL, UFARSIN" je "jedna mina, jedna mina, jeden šekel a půl šekelu". Byly to peněžní jednotky a byly uvedeny v pořadí od nejvyšší po nejnižší hodnotu. V aramejštině se psalo bez samohlásek a proto každé slovo mohlo mít několik významů. V prvním slově "MENE" se dle použitých souhlásek mohlo jednat o slovo "mina" a jednak o tvar aramejského slova pro "odpočítaný" nebo "sečtený". Slovo "TEKEL" má význam "šekel", ale dle použitých souhlásek mohlo jít i o slovo "zvážen". Poslední slovo bylo "UFARSIN" a Daniel ho přečetl v jednotném čísle, tedy jako "PERES". Důvodem mohlo být asi to, že mluvil k jednomu králi, zatímco druhý král nebyl přítomen. Doslovný význam slova "UFARSIN" je "půl šekelu". Použitá písmena však umožňují dva další významy, "rozdělení" a "Peršané".

##### Ukázky
| „                                 | Balsazar král učinil hody veliké tisíci knížatům svým, a před nimi víno pil. A když pil víno Balsazar, rozkázal přinésti nádobí zlaté a stříbrné, kteréž vynesl Nabuchodonozor otec jeho z chrámu Jeruzalémského, aby z něho pili král i knížata jeho, ženy jeho i ženiny jeho. I přineseno jest nádobí zlaté, kteréž vynesli z chrámu domu Božího, kterýž byl v Jeruzalémě, a pili z něho král i knížata jeho, ženy jeho i ženiny jeho. Pili víno, a chválili bohy zlaté a stříbrné, měděné, železné, dřevěné a kamenné. V touž hodinu vyšli prstové ruky lidské, a psali naproti svícnu na stěně paláce královského, a král hleděl na částky ruky, kteráž psala. Tedy jasnost královská změnila se, a myšlení jeho zkormoutila ho, a pasové bedr jeho rozpásali se, i kolena jeho jedno o druhé se tlouklo. A zkřikl král ze vší síly, aby přivedeni byli hvězdáři, Kaldejští a hadači. I mluvil král a řekl mudrcům Babylonským: Kdokoli přečte psání toto, a výklad jeho mi oznámí, šarlatem odín bude, a řetěz zlatý na hrdlo jeho, a třetím v království po mně bude. | “ |
| — Bible kralická, Daniel 5, 1 - 7 | |   |

| „                                   | A totoť jest písmo napsané: Mene, mene, tekel, ufarsin, totiž: Zčetl jsem, zčetl, zvážil a rozděluji. Tento pak jest výklad slov: Mene, zčetl Bůh království tvé, a k konci je přivedl. Tekel, zvážen jsi na váze, a nalezen jsi lehký. Peres, rozděleno jest království tvé, a dáno jest Médským a Perským. Tedy z rozkazu Balsazarova oblékli Daniele v šarlat, a řetěz zlatý dali na hrdlo jeho, a rozhlašovali o něm, že má býti pánem třetím v království. V touž noc zabit jest Balsazar král Kaldejský. Darius pak Médský ujal království v letech okolo šedesáti a dvou. | “ |
| — Bible kralická, Daniel 5, 25 - 31 | |   |

#### 6. kapitola
Po pádu Babylónu Dareios Médský jmenoval do úředních postavení 120 satrapů a nad nimi ustanovil tři vysoké úředníky, jedním z nich byl jmenován i Daniel. Ostatním úředníkům se nelíbilo, že by Daniel měl mít nad nimi autoritu a proto hledali záminku k tomu, aby se mohli Daniela zbavit. Nemohli na něj nic špatného nalézt a tak se shodli na tom, že se to musí týkat jeho náboženství. Proto požádali krále, aby se během následujících třiceti dnů nikdo nemohl modlit k někomu jinému než k jemu samotnému. Dareios tento výnos podepsal. Daniel se nepřestal modlit ke svému Bohu i když o daném výnosu věděl. Úředníci jej nachytali doma, jak se modlí ve své horní místnosti, tím získali jasný důkaz, který potřebovali k tomu, aby mohli Daniela usvědčit před králem. Král byl touto zprávou velmi znepokojen a hledal způsoby jak Daniela osvobodit. Jeho snahy byly však marné. Dareios doufal, že Danielův Bůh jej zachrání. Daniel byl pak vhozen do lví jámy. Dareios byl velmi skleslý, postil se a byl celou noc vzhůru. Zrána spěchal ke lví jámě a ptal se Daniela, zda jej Bůh dokázal ochránit. Velmi se mu ulevilo, když slyšel Danielovu odpověď, že je živ a zdráv. Dareios věděl, že Daniel neudělal nic, za co by měl být vhozen do lví jámy. Byl si dobře vědom toho, že se vysocí úředníci spikli, aby Daniela usmrtili a že jej krále zmanipulovali. Nechal Daniela vytáhnout do bezpečí a pak přikázal, aby ti kteří Daniela obžalovali byli společně se svými rodinami hozeni do lví jámy, kde byli roztrháni na kusy. Poté Dareios vydal prohlášení, aby všichni lidé ctili Danielova Boha.

#### 7. kapitola
Danielovo proroctví nás zavádí zpět do prvního roku vlády babylonského krále Belšazara (7:1). Daniel měl vidění čtyř obrovských zvířat, prvním z nich je okřídlený lev, druhé se podobá medvědu, následuje levhart se čtyřmi křídly a čtyřmi hlavami. Čtvrté zvíře je neobyčejně silné a má zuby ze železa a deset rohů. Danielovo vidění se pak zaměřuje na nebe. Věkovitý (Bůh) zasedl jako soudce a vynáší nad zvířaty nepříznivý rozsudek, odnímá jim jejich panství a čtvrté zvíře zabíjí. Trvalé panství nad všemi národy bylo svěřeno Synu člověka. Daniel pak žádá anděla o vysvětlení, dostává vysvětlení, že čtyři zvířata představují čtyři krále (7:17) nebo království (7:23).
Vidění, v němž Daniel spatřil čtyři zvířata, dávají komentátoři Bible obvykle do souvislosti s Nebukadnesarovým snem o obrovské soše (2. kapitola). Například v díle The Expositor’s Bible Commentary se píše: „Sedmá kapitola odpovídá druhé kapitole.“ A dílo The Wycliffe Bible Commentary uvádí: „Panuje obecná shoda v tom, že čtyři po sobě následující pohanská panství … jsou zde (v 7. kapitole) totožná s panstvími, o nichž pojednává druhá kapitola.“

#### 8. kapitola
Daniel měl ve třetím roce kralování Belšazara vidění dvou zvířat, berana se dvěma rohy a kozla s nápadným rohem. Kozlovi má být velký roh zlomen a místo něj mají vyrůst čtyři rohy. Z jednoho z nich pak vyrazil jeden maličký roh. Kozel má berana srazit a zlámat mu rohy. Anděl Gabriel mu poskytl vysvětlení tohoto vidění. Beran představuje médské a perské krále, kozel s nápadným rohem představuje prvního řeckého krále. Po něm mají povstat čtyři království z tohoto národa, ale nebudou již mít jeho sílu, nakonec má povstat král, který se postaví proti "Veliteli velitelů", avšak bude zlomen bez zásahu ruky.

#### 9. kapitola
Daniel přistoupil k tomu, aby se ve prospěch svého hříšného lidu obrátil na Boha. Uznal, že Židé zhřešili, protože se odvrátili od Božích přikázání. Zatímco se Daniel modlí, objevuje se anděl Gabriel a ujišťuje jej, že se Židé vrátí do vlasti. Podrobný plán záchrany mu sděluje v podobě tzv. „proroctví o sedmdesáti týdnech“.

##### Proroctví o sedmdesáti týdnech
Výklad tohoto proroctví (Da 9, 24-27 (Kral, ČEP)), zmiňujícího na dvou místech rovněž roli „pomazaného“ (mašiach, Mesiáš) je předmětem kontroverze mezi židovskou a křesťanskou tradicí, jakož i mezi jednotlivými křesťanskými církvemi. Přestože panuje obecná shoda, že pojem „týden“ v tomto proroctví znamená období sedmi let, z proroctví není zcela zřejmé, odkdy je třeba začít počítat a s kterou etapou tohoto období jsou spojeny které události. Judaismus spojuje první zmínku o pomazaném s výnosem Kýra umožňujícím návrat Židů do Jeruzaléma (po „sedmi týdnech“) a druhou zmínku se zkažeností kněžstva (=pomazaných) na konci období druhého chrámu, tedy po dalších 62 „týdnech“. Křesťanství naopak obě období sčítá a vztahuje obě mesiášská proroctví k působení Ježíše. S touto kontroverzí souvisí také značná různorodost v překladech biblického textu:
| „ | Věz a pochop! Od vyjití slova o navrácení a vybudování Jeruzaléma až k pomazanému vévodovi uplyne sedm týdnů. Za šedesát dva týdny bude opět vybudováno prostranství a příkop. Ale budou to svízelné doby. | “ |

| „ | A proto věz a rozuměj: Od vydání nařízení, aby byl Jeruzalém obnoven, až k Mesiáši vůdci sedmero týdnů uplyne a šedesát dva týdny. Jeruzalém bude obnoven i s náměstím a příkopem, přestože časy budou zlé. | “ |

Podle andělových slov mělo být období „sedmdesáti týdnů“ rozděleno do tří období: „sedm týdnů“, „šedesát dva týdny“ a „jeden týden“. Mělo tedy jít o 49 let, 434 let a 7 let, dohromady 490 let. The Revised English Bible uvádí: „Sedmdesát krát sedm let je určeno tvému lidu a tvému svatému městu.“

##### Daniel 9:25 a rozlučovací akcent
Masoretský text, vytvořený ve druhé polovině prvního tisíciletí n. l. za účelem uchování tradičního způsobu psaní a čtení biblických textů, označuje ve verši 9:25 slova „sedm týdnů“ rozdělovacím akcentem etnachta, čímž „sedm týdnů“ odděluje od „šedesáti dvou týdnů“; z toho pak vyplývá, že 62 týdnů z tohoto proroctví, se vztahuje na dobu, kdy byl Jeruzalém znovu vybudován.
Křesťanský teolog E. B. Pusey, profesor hebrejštiny v Oxfordu, zpochybňuje v poznámce ke svému rozboru knihy Daniel oprávněnost tohoto rozdělovacího akcentu:
| „ | Židé vložili hlavní rozlučovací akcent verše pod „sedm“, čímž měla být obě čísla, 7 a 62, oddělena. Zajisté tak učinili nepoctivě, lema'an minim (jak říká Raši, když odmítá doslovné výklady, které přejí křesťanům), „kvůli heretikům“, tedy křesťanům. Je-li totiž tato druhá část věty takto rozdělena, může být její význam pouze‚ a během šedesáti a dvou týdnů mají být obnoveny a postaveny ulice a zeď; to ale znamená, že Jeruzalém měl být znovu stavěn 434 let, což je nesmyslné. … | “ |

Některé české překlady se na tomto místě nedrží masoretských rozdělovacích značek. Buď je za výrazem „sedm týdnů“ čárka, nebo je ze způsobu formulace patrné, že 62 týdnů následuje po těch 7 týdnech jako součást 70 týdnů, tedy že se 62 týdnů nevztahuje na období opětného budování Jeruzaléma. Viz např. překlady: Bible Kralická, Bible česká (redigoval dr. A. Podlaha, překlad dr. J. Hejčl a dr. J. L. Sýkora), Bible česká (nakladatel B. Rohlíček), Bible – Slovo na cestu, Český studijní překlad, Svaté Písmo — Překlad nového světa, Bible 21.
V redakční poznámce Jamese Stronga k Zöcklerovu komentáři ke knize Daniel
je řečeno:
| „ | Jediným důvodem pro tento překlad, který odděluje období sedmi týdnů a šedesáti dvou týdnů, přičemž sedm týdnů uvádí jako terminus ad quem pomazaného knížete a šedesát dva týdnů jako dobu opětného budování, je masoretská interpunkce, která mezi ně klade athnach [rozlučovací akcent], … a příslušný překlad obsahuje kostrbatou konstrukci druhého větného členu, který je bez předložky. Je tedy lepší a jednodušší držet se překladu Autorizované verze, který je v souladu se všemi staršími překlady. | “ |

#### 10. kapitola
Daniel, který pociťuje úzkost, má vidění muže, jehož charakteristické rysy ukazují, že tento muž oděný v plátně je nadlidského původu. Daniel, sláb z vidiny tohoto ohromného zjevu, padá k zemi. Dále k němu mluví anděl (v Danielovi 10:13 je ukázáno, že archanděl Michael přišel tomuto andělovi na pomoc, když se zdržel v boji s knížetem perského království). Kdosi nadlidský, podobný člověku, měl pak Daniela posílit před tím, než dostane další vidění, které se má týkat budoucnosti.

#### 11. kapitola
Jedná se o Danielovo proroctví, kdy mu anděl odhaloval podrobnosti o tom, jaká bude rivalita mezi dvěma králi (králi severu a králi jihu), kteří měli teprve v budoucích dobách začít vládnout. Soupeření mezi králem severu a králem jihu je ukončeno scénou, kterou ani jeden z těchto „králů“ nepředpokládá (Dan. 11:44, 45).
Podobně Danielův současník Ezechiel prorokoval o tom, že proti božímu lidu bude veden útok, kdy Bůh se postaví na stranu svého lidu (Ez. 38:14–23).

#### 12. kapitola
V čase konce má povstat Michael, aby ochránil boží lid. Daniel osobně přiznává, že nerozumí tomu, co zapisoval a dozvídá se, že pochopení těchto prorockých slov se má dostat „moudrým“ až během času konce.

### Dvorské příběhy

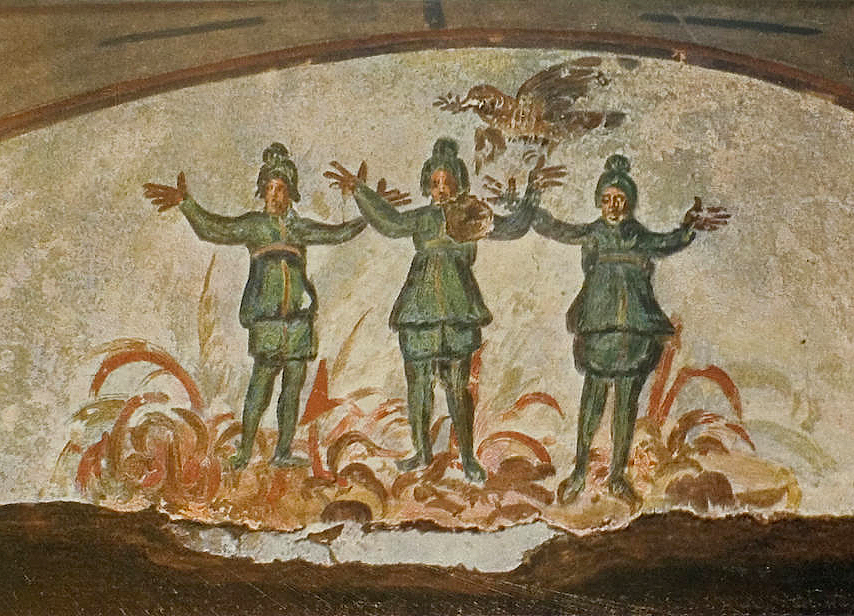
Tři mládenci v hořící peci, raná křesťanská freska, Priscilliny katakomby, Řím, konec 3. století

První část knihy, tj. jejích prvních 6 kapitol, obsahuje několik volně propojených příběhů ze dvora krále Nebúkadnesara, které mají buď poučný charakter anebo zachycují nějaký zázrak. Příběhy spojuje postava legendární Daniela, kterého stará židovská tradice počítá mezi tři spravedlivé (Noe, Jób a Daniel). Dvorské příběhy knihy Daniel jsou tyto:
1. Daniel odmítá jíst maso (vepřové maso zakazoval jíst mojžíšský Zákon).
2. Nebúkadnesarův sen o modle ze čtyř různých kovů a s nohama z hlíny.
3. Ananiáš, Azarjáš a Misael odmítají poklonit se zlaté modle a jsou uvrženi do ohnivé pece.
4. Nebúkadnesarův sen o vysokém stromě.
5. Belšazarova hostina, kde Daniel vykládá znamení ruky píšící na zeď mene, tekel, úfarsin.
6. Daniel ve lví jámě.

Historicko-kritický přístup tvrdí, že tyto příběhy vznikaly v průběhu mnoha desítek či stovek let a kolovaly samostatně nebo ve volném cyklu. Jejich záměrem je popsat vztah zbožného žida a pohanské moci, které mu vládne. Zabývá se otázkou loajality s vládnoucí mocí, otázkou, do jaké míry je potřeba dodržovat náboženské zákony apod. Zdůrazňuje, že pohanská královská moc je svou povahou dobrá a Bohem seslaná, ale že nastane-li střet zájmů, náboženské předpisy (a tedy samotná víra na ně vázaná) mají vždy přednost. A pokud by se stalo, že by Žid musel za víru položit i život, potom Boží andělé budou s ním (viz Tři mládence v ohnivé peci).
Jako důkaz toho, že tyto příběhy kolovaly samostatně, je skutečnost, že jiné dva podobné příběhy, konkrétně Bél a drak a Zuzana jsou/byly přijímány jen některými židovskými komunitami, a proto se později nedostaly do židovského kánonu. Podobně je to s řeckými dodatky k 3. kapitole, které byly součástí některých z kolujících verzí. Nutno poznamenat, že deuterokanonické dodatky Bél a drak a Zuzana se obsahově a literárně dosti liší od výše uvedených šesti kanonických.
Ke konečnému spojení všech těchto příběhů do pevného cyklu tedy mělo dojít někdy před konečným sepsáním knihy, tj. před polovinou 2. století př. n. l.

### Danielovy apokalyptické vize
Druhou část knihy, tedy kapitoly 7–12, tvoří Danielovy vize, raný příklad apokalyptické literatury. Autor, hovořící v 1. osobě, odhaluje tajemství, která mu byla zjevena. Vize mají historický charakter. Pocházejí ze dvou zdrojů, rozlišených jazykem — část aramejsky a část hebrejsky. Apokalyptická část obsahuje tři vidění a jedno dlouhé prorocké sdělení, která se týkají osudu Izraele.
Jsou psány pravděpodobně v první polovině 2. století př. n. l. a promítnuty do doby babylonského exilu. Texty se snaží pomocí apokalyptické barvitosti a za použití šifrovaných obrazů říct, že dějiny jsou celé v rukou Božích, On o všem ví a již se blíží konec a završení, kdy se Bůh dá slyšet a zjedná právo svému lidu. Kromě naděje na brzké vysvobození se tu projevuje především víra v to, že dějiny mají svůj cíl, že někam spějí, že dějiny řídí Bůh a že vše, co se na zemi děje, je v Jeho plánech a povede k dobrému.

### Deuterokanonické dodatky

#### Zuzana
Příběh o ctnostné Zuzaně, který je ve Vulgatě zařazen za knihu jako 13. kapitola (LXX jej řadí před knihu Daniel), vypráví příběh o krásné Zuzaně, manželce babylónského Žida Jójakíma. Dvěma starším židovské obce, kteří vykonávají úřad soudce, se žena zalíbí a usilují o ni. Když jejich návrhy odmítne, obžalují ji, že se dopustila cizoložství s jiným mužem a odsoudí ji na smrt. Mladičký Daniel se jí však ujme, dokáže rozporuplnost výpovědí obou soudců, a tak Zuzanu zachrání.

#### Bél a drak
Příběh ostře zaměřený proti idolatrii se dochoval ve dvou verzích, o nichž není možné prokázat, která je původní — text LXX a text Theodotionův. Vulgata jej řadí jako 14. kapitolu knihy Daniel. Kněží babylónského boha Béla (tj. Marduka) předstírají, že obětované jídlo této soše pojídá Bél sám, ve skutečnosti však z těchto pokrmů žijí oni sami. Daniel tento podvod odhalí, kněží jsou popraveni a Bél i drak, jemuž je prokazována božská úcta, je zničen. Pobouří však tak lid, který žádá po králi, aby jej popravil. Daniel je uvržen do lví jámy. Prostřednictvím proroka Abakuka je však po šesti dnech zachráněn. Sedmý den poznává sám král, kdo ve skutečnosti Daniela osvobodil, a získá si tak jeho úctu.

## Kniha Daniel a proroctví

### Pád Babylónu a Kýros Veliký
Daniel popisuje v 5. kapitole události v noci z 5. na 6. října 539 př. n. l. kdy přímo za hradbami tábořila Médo-perská vojska pod velením Kýra Velikého (Cyrus). Kýros stál před nelehkým úkolem. Babylón byl obklopen vysokými hradbami a zdál se nedobytný. A městem protékala velká řeka Eufrat, což velmi přispívalo k jeho obranyschopnosti. Přesto nakonec vstoupil do města bez boje.
Nabonidova kronika (nyní v Britském muzeu) uvádí: „V měsíci tašritu [tišri (září–říjen)], když Cyrus zaútočil na akkadská vojska v Opisi na Tigridu. . . 14. dne, byl dobyt Sippar bez boje. Nabonid uprchl. 16. dne [11. října 539 př. n. l. podle juliánského kalendáře, nebo 5. října podle gregoriánského kalendáře], Gobryas (Ugbaru), místodržitel Gutia, a Cyrovo vojsko vstoupili bez boje do Babylóna. Potom byl Nabonid uvězněn v Babylóně, když se (tam) vrátil. . . V měsíci arahšamnu [marchešvan (říjen–listopad)], 3. dne [28. říjen podle juliánského kalendáře], Cyrus vstoupil do Babylóna; byly před něj pokládány zelené ratolesti — stav ‚pokoje‘ byl vyhlášen nad městem. Cyrus poslal pozdravy celému Babylónu. Gobryas, jeho místodržitel, ustanovil (nižší) místodržitele v Babylóně.“
Asi 200 let před touto událostí biblický prorok, Izajáš, předpověděl nejen jméno vítězného perského krále, Kýra (Izajáš 45:1–3), ale i to, jakou strategii k dobytí Babylónu použije – „řeky“ neboli kanály napojené na Eufrat, které sloužily jako ochranný příkop, budou vysušeny. (Izajáš 44:27) Také varoval Židy v osmém století př. n. l., že se dostanou do babylónského područí, a předpověděl úplné zničení samotného Babylónu. (Izajáš 13:17–20)
Pád Babylónu předpověděl také prorok Jeremjáš, také mnoho let předem. A zmínil se i o podrobnostech, že „řeky“ budou vysušeny a Babylónští vojáci nebudou bojovat. (Jeremiáš 50:38; 51:30)
Řecký historik Hérodotos popisuje, jak se Kýros dostal do města: „Seřadil celé vojsko u [Eufratu], a to jednak tam, kde řeka vtéká do města, a další část zase na druhé straně tam, kde z města vytéká, a vydal rozkaz, aby tudy vstoupili do města, jakmile uvidí, že budou moci řečištěm projít . . . Řeku svedl příkopem do jezera [umělého jezera vybudovaného jedním z předcházejících babylónských panovníků], které bylo bažinaté, a tím způsobil, že bylo možno staré řečiště přebrodit, když voda poklesla. Jakmile věc došla tak daleko, tu Peršané, kteří na to čekali u řečiště Eufratu, vešli jím do Babylónu, když už jim řeka sahala jen asi do půli stehen.“
Bible – stejně jako řečtí historikové Herodotos a Xenofón – uvádí, že ve chvíli, kdy Peršané zaútočili, Babylóňané právě hodovali. (Daniel 5:1)
Nabonidova kronika, úřední klínopisný záznam, říká, že Cyrovo vojsko vstoupilo do Babylóna „bez boje“, což pravděpodobně znamená, že při tom nebyla svedena žádná větší regulérní bitva.
Po pádu Babylóna došlo ve městě několikrát k povstání, a pak v roce 478 př. n. l. byl Babylón zničen Xerxem. Koncem čtvrtého století chtěl Alexandr Veliký město obnovit, ale práce ještě příliš nepokročila, a Alexandr zemřel. Od té doby město upadalo. Ještě v prvním století našeho letopočtu v něm žili lidé, ale dnes ze starověkého Babylóna nezbylo nic víc než hromady trosek v Iráku.
Izajáš také předpověděl, že se Židé z babylónského zajetí vrátí. Stejně i Jeremjáš řekl, že budou uvedeni zpět do své země po 70 letech. (Izajáš 44:26; Jeremjáš 29:10) Tento návrat byl umožněn dobytím Babylóna Médy a Peršany v roce 539 př. n. l. Izajáš je předpověděl téměř 200 let předem a Jeremjáš asi 50 let předem. Přesně podle proroctví – zařídil Cyrus návrat zajatců do jejich vlasti. (Ezdráš 1:1–4)
Nějaký čas potom, co Kýros začal vládnout jako král perské světové velmoci, byla na hliněném válci zaznamenána zpráva o jeho dobytí Babylóna roku 539 př. n. l. Tento válec je uchován v Britském muzeu. Část textu zní: „Já jsem Cyrus, král světa, velký král, zákonný král, král Babylónu, král Sumeru a Akkadu, král čtyř okrajů (země). . . Vrátil jsem [jistým dříve jmenovaným] posvátným městům na druhé straně Tigridu svatyně, které byly dlouho v troskách, sochy, které tam (kdysi) prodlévaly, a ustanovil jsem jim trvalé svatyně. (Také) jsem shromáždil všechny jejich (někdejší) obyvatele a vrátil (jim) jejich sídla.“
Kýrův válec tak dává na vědomí královu taktiku uvádět zajaté národy na jejich původní místa. V souladu s tím vydal Kýros výnos, aby se Židé vrátili do Jeruzaléma.

### Vidění berana a kozla
Toto vidění se odehrálo ve třetím roce krále Belšasara (zřejmě rok 551 př. n. l.) ve městě Susa, hlavním městě Elamu, které leželo asi 350 km východně od Babylónu. (Da 8:1, 2)
Daniel nejprve viděl berana, který měl dva rohy. (Da 8:3) Totožnost berana nezůstává pro Daniela tajemstvím. Anděl Gabriel později říká: „Ten dvourohý beran, jehož jsi viděl, jsou králové Médie a Persie.“ (Da 8:20) Médové pocházeli z náhorní roviny na východě Asýrie a Peršané původně vedli nomádský způsob života v kraji na sever od Perského zálivu.
„Oba rohy měl dlouhé, jeden však byl delší než druhý, ačkoli vyrostl později.“ (Da 8:3) Vyšší roh, který se objevil později, předobrazuje Peršany, a první roh představuje Médy. Ti měli zpočátku větší vliv.
Řečtí historikové Hérodotos (Dějiny, I, 107, 108) a Xenofón (O Kýrově vychování, I, 2) vyprávějí o tom, že Astyagés (který je v klínopisných textech označován jako Ištumegu) dal svou dceru Mandané za manželku perskému vládci Kambýsovi a z tohoto manželství že se narodil Kýros (II.). Když se Kýros stal králem perské provincie Anšan, sjednotil perská vojska ve snaze svrhnout médské jho. Podle Nabonidovy kroniky se „proti Ištumeguovi [Astyagovi]… vzbouřilo jeho vojsko“ a „v poutech“ ho vydali Kýrovi, a ten se pak zmocnil médského hlavního města (550 př. n. l.). (Ancient Near Eastern Texts, J. Pritchard, ed., 1974, s. 305) Tehdy dochází ke sloučení Médie a Persie a vzniká Médo-perská říše. Ve vidění, které dostal prorok Daniel, je tedy médo-perská dvojvelmoc výstižně připodobněna ke dvourohému beranovi, přičemž vyšší z obou rohů je ten, který vyrostl později a znázorňuje převahu Peršanů a jejich nadvládu, kterou si v této říši udrželi až do jejího konce. (Da 8:3, 20)
V roce 539 př. n. l. podlehl Babylón Kýrovi Velikému. Král Kambýses II., který po Kýrovi Velikém usedl na trůn, dobyl Egypt. Kambýsův nástupce, perský král Dareios I., v roce 513 př. n. l. vytáhl na západ přes Bospor a vpadl na evropské území Trácie, jejímž hlavním městem bylo Byzantion (dnešní Istanbul). V roce 508 př. n. l. si Trácii podmanil a v roce 496 př. n. l. dobyl Makedonii. Do doby Dareia si tedy médo-perský „beran“ podmanil území ve třech hlavních směrech: na severu v Babylónii a Asýrii, na západě v Malé Asii a na jihu v Egyptě.
Daniel v pokračující části vidění viděl kozla s velkým rohem, který zahubil berana. O koho se jedná, anděl Gabriel vysvětlil, že kozel představuje řeckého krále a velký roh představuje prvního krále. (Da 8:5–7, 21)
V roce 336 př. n. l. byl korunován poslední král Perské říše, Dareios III. (Kodomannos). Ve stejném roce se v Makedonii stal králem Alexandr. Dějiny ukazují, že právě Alexandr Veliký byl předpověděným prvním ‚řeckým králem‘. V roce 334 př. n. l. rychle postupoval vpřed ze západu. Alexandr, jako by se ani „nedotýkal země“, dobýval území a srážel „berana“. Řecko ukončilo období trvající téměř 200 let, kdy měla nadvládu Médo-Persie. Jeho vláda byla předpověděna dvě stě let před jeho narozením.
Alexandr nastoupil na trůn po smrti svého otce, který byl zavražděn, a dva roky nato — bylo mu tehdy něco přes dvacet let — začal dobývat svět. Tento temperamentní mladý vojenský stratég rozvinul svou poměrně malou armádu do falangové formace, která se skládala z velkého počtu řad vojáků; tuto taktiku zavedl jeho otec a Alexandr ji ještě zdokonalil.
Alexandr pak dosáhl v Malé Asii dvou rozhodujících vítězství, prvního u řeky Granikos, druhého na planině u Issu, kde velké perské vojsko, odhadem půl milionu mužů, utrpělo naprostou porážku, pak obrátil svou pozornost k ostrovnímu městu Tyros, které zničil v roce 332 př. n. l. Pak vytáhl na jih do Egypta, kde byl uvítán jako osvoboditel. Založil tam město Alexandrie, sídlo vzdělanosti, kde vznikla řecká Septuaginta. Pak se Alexandr obrátil na východ, z Egypta se vrátil přes Palestinu a se svými 47 000 muži přemohl u Gaugamély reorganizovanou perskou armádu, která měla milión vojáků. V rychlém sledu šly za sebou další události. Dareios III. byl zavražděn svými někdejšími přáteli, Babylón se vzdal a Alexandr táhl dále, aby dobyl města Susa a Persepolis. Odtud táhl do Indie, kde porazil indického vládce Póra a pak se opět obrátil na západ. Krátce po návratu do Babylóna dostal Alexander malárii a už se neuzdravil. V červnu roku 323 př. n. l. v 32 letech nemoci podlehl.
Daniel upozornil, že Alexandr měl být u moci jen krátce a místo jeho království (jeden roh) mají povstat čtyři království (čtyři rohy). (Da 8:8, 22) Dále předpověděl, že království Alexandra Velikého bude rozděleno, a „nepřipadne jeho potomkům“. (Da 11:3, 4)
Ve shodě s tímto proroctvím byl 14 let po náhlé Alexandrově smrti zavražděn Alexandrův zákonný syn Alexandr IV. a nemanželský syn Hérakles. V roce 301 př. n. l. se moci nad rozlehlou říší, kterou Alexandr vybudoval, chopili jeho čtyři vojevůdci. Vojevůdce Kassandros ovládl Makedonii a Řecko. Vojevůdce Lýsimachos dostal Malou Asii a Trácii. Seleukovi I. Níkátorovi připadla Mezopotámie a Sýrie. A Ptolemaios Lagos vládl Egyptu a Palestině. Z jednoho velkého Alexandrova království tak vznikla čtyři helénistická, řecká království.